# Promitheas Patras
Promitheas Patras, vollständig Promitheas Patras BC (griechisch Προμηθέας Πάτρας ΚΑΕ), ist die ausgegliederte Basketballsektion des gleichnamigen griechischen Sportvereins ASP Promitheas. Der in Patras beheimatete Klub, stieg erstmals zur Saison 2016/17 in die erstklassige Basket League auf.

## Historie
Ihren Spielbetrieb, nahm die Basketballmannschaft des 1985 gegründeten Sportvereins Athlitikos Syllogos Patras „Promitheas“, zur Saison 1986/87 auf. Nach mehreren Auf und Abstiegen stieg der Verein zur Saison 2013/14, in die vierte griechische Liga, der Gamma Ethniki auf. Diese beendete sie auf dem ersten Rang ihrer jeweiligen Gruppe, sicherte sich damit den Aufstieg in die dritte Liga, der Beta Ethniki. Erneut gelang es dem Promitheas in seiner Gruppe, seine Saison auf dem ersten Rang zu beenden und so spielte der Verein zur Saison 2014/15 in der A2 Ethniki, der zweiten Liga. Diese beendete sie dann auf dem dritten Rang, verpasste damit nur denkbar knapp den Aufstieg in die Basket League. Da jedoch der eigentliche Aufsteiger Faros Keratsiniou auf seine Spielberechtigung für die erste Liga verzichtet hatte, übertrug sich diese auf den Promitheas, der zusammen mit dem GS Kymis, nun doch zur Saison 2016/17 in die erste Liga aufsteigen konnte.
Ihre Premierensaison in der Basket League beendete der Verein auf dem neunten Rang, verpasste damit den Einzug in die Playoffs um die griechische Meisterschaft. In der Saison 2017/18 fand sich Promitheas zum Ende der Hauptrunde auf dem dritten Rang wieder und zog diesmal in die Playoffs ein in der sie in der ersten Runde noch den Lavrio MEGABOLT  bezwingen konnte, im folgenden Halbfinale jedoch an Olympiakos scheiterte. Noch vor den Spielen um Rang drei, gegen PAOK, gab die Vereinsleitung bekannt, sich für den Wettbewerb der Basketball Champions League gemeldet zu haben um so sich ab der folgenden Saison auch international präsentieren zu können.  Die Saison wurde auf dem vierten Rang beendet.
2020 erreichte Promitheas erstmals das Finale um den griechischen Vereinspokal, unterlag dort jedoch AEK Athen mit 57-61. Ebenfalls 2020 gewann Promitheas mit dem Griechischen Supercup seinen ersten Titel. Nachdem im Halbfinale der amtierende Pokalsieger AEK mit 98:88 bezwungen werden konnte, setzte man sich im Finale mit 82:74 gegen GS Peristeri durch.

## Bedeutende oder bekannte ehemalige Spieler
→ siehe auch: Ehemalige Spieler des Promitheas Patras.
- Nikos Gikas
- Christos Saloustros
- Michalis Tsairelis
- Leonidas Kaselakis
- Evangelos Mantzaris
- Loukas Mavrokefalidis

## Erfolge
- Griechischer Supercup: 2020